# Сизько, Даниил Владимирович
Даниил Владимирович Сизько (род. 4 августа 1993, Санкт-Петербург) — российский футболист, вратарь; тренер.

## Карьера
Воспитанник петербургского «Локомотива». С 2011 года играл за молодёжный состав «Зенита», но к основе не привлекался. С 2012 по 2013 года играл за другой петербургский коллектив «Русь» во втором дивизионе. После расформирования команды перешёл в клуб ФНЛ «Шинник» Ярославль, однако за два года не провёл ни одного матча.
22 июня 2017 года дебютировал в высшей лиге чемпионата Латвии в составе команды РФС в игре против «Вентспилса» (4:2). По окончании сезона покинул клуб, полгода был без команды. Перед сезоном 2018/19 подписал контракт с клубом ПФЛ «Ленинградец». 24 июня 2021 года стало известно, что Даниил покидает областную команду.